# Ralph Appelbaum
Ralph Appelbaum é um designer de museus norte-americano, proprietário da Ralph Appelbaum Associates, fundada em 1978 e sediada em Nova Iorque,  com escritórios em Washington, Londres e Pequim. Recentemente a equipe de Appelbaum finalizou o projeto da Clinton Presidential Library. Ele também vem recebendo diversos prêmios importantes em design nos Estados Unidos e internacionalmente.
Seus mais importantes trabalhos incluem:
- Museu da Língua Portuguesa
- American Museum of Natural History
- Ellis Island Immigration Museum
- The Newseum
- United States Capitol Visitor Center
- United States Holocaust Memorial Museum